# لشکر ۷۲ پیاده (کره جنوبی)
لشکر ۷۲ پیاده کره جنوبی (انگلیسی: 72nd Infantry Division) لشکر پیاده‌نظام نیروی زمینی جمهوری کره است، که در سال ۱۹۸۷ تأسیس شد.
این لشکر تابع فرماندهی نیروی بسیج کره جنوبی است و ستاد فرماندهی آن در شهر یانگجو، استان گیونگی قرار دارد. در زمان صلح، لشکر ۷۲ پیاده مسئول آموزش جذب نیرو و فعال به عنوان یک واحد نظامی خط دوم هستند.
پیش از معرفی سیستم بسیج در سال ۱۹۹۵، این لشکر فقط از سربازان دفاعی تشکیل می‌شد. از آنجا که این لشکر عمدتاً از سربازان وظیفه کوتاه مدت و تعداد کمی از سربازان وظیفه موقت تشکیل می‌شد، بسیاری آن را «سونگ‌بانگسا» می‌نامیدند.